# Acupalpus interstitialis
Acupalpus interstitialis är en skalbaggsart som beskrevs av Edmund Reitter 1884. Acupalpus interstitialis ingår i släktet Acupalpus, och familjen jordlöpare. Arten har ej påträffats i Sverige.